# Zentrum für Allgemeine Wissenschaftliche Weiterbildung

Logo des ZAWiW

Das Zentrum für Allgemeine Wissenschaftliche Weiterbildung (ZAWiW) ist eine fakultätsübergreifende Einrichtung der Universität Ulm.
Es wurde im März 1994 aufgrund der wachsenden Nachfrage nach einer allgemeinen, disziplinübergreifenden Weiterbildung für Erwachsene jedes Alters, insbesondere für Senioren, gegründet. Das ZAWiW ist somit einerseits eine universitäre Einrichtung mit Angeboten allgemeiner wissenschaftlicher Weiterbildung mit Schwerpunkt drittes Lebensalter (Seniorenbildung). Zugleich ist es ein führendes Institut in Deutschland, das im Sinne der Aktionsforschung auf regionaler, nationaler und internationaler Ebene drittmittelfinanzierte (Modell-)Projekte durchführt. Geschäftsführerin des ZAWiW war bis Ende 2012 Carmen Stadelhofer.
Die Hauptaufgaben des Zentrums liegen in der Entwicklung neuer curricularer und methodischer Konzepte in der Erwachsenenbildung, d. h. von innovativen Bildungsprogrammen, speziell in der Weiterbildung älterer Menschen, die vom ZAWiW wissenschaftlich begleitet werden. Diese Angebote setzen an den Interessen und Weiterbildungsbedürfnissen der Teilnehmer an und sollen deren Eigentätigkeit im Sinne des forschenden Lernens stärken. Der Entwicklung und Fortschreibung von diesbezüglichen curricularen und didaktischen Konzepten und Angeboten kommt eine zentrale Rolle zu. Außerdem obliegt dem ZAWiW die Organisation und Durchführung von zweimal jährlich stattfindenden „Jahreszeitenakademien“, die jeweils ein gesellschaftlich relevantes Thema in den Mittelpunkt stellen.
Zielsetzung des ZAWiW ist die Förderung des Austauschs zwischen Wissenschaft und Bürgerschaft, des generationellen und intergenerationellen Dialogs zu zentralen gesellschaftlichen Fragestellungen und zur gesellschaftlichen Partizipation sowie die Qualifizierung älterer Menschen für neue Aufgaben und Tätigkeitsfelder. Weiterhin hat es sich der Förderung des selbstgesteuerten Lernens mit Unterstützung der neuen Informations- und Kommunikationstechnologien, der Erschließung der neuen Kommunikationstechnologien für ältere Menschen und für Organisationen der Seniorenbildung sowie der Vernetzung vorhandener Ressourcen im Bereich der allgemeinen wissenschaftlichen Weiterbildung zur Nutzung für Organisationen und für das Selbststudium verschrieben.

## Projekte und Initiativen

### International
Das ZAWiW initiierte 1995 den Zusammenschluss von Weiterbildungseinrichtungen der Seniorenbildung und bildungsinteressierten älteren Menschen zum internationalen Netzwerk „Learning in Later Life“ (LiLL). Vor seinem Hintergrund finden Fachtagungen statt, so im Oktober 2007 die Konferenz „web4seniors“. Darüber hinaus koordiniert das ZAWiW europäische Kooperations- und Lernprojekte oder ist daran beteiligt, zum Beispiel „eLearning in Later Life“ (eLiLL), SeniorLearning, ICT4T, „PEER – Dare to be wise!“, G&G Update und Third Age Online (TAO).
Seit 2008 beteiligt sich das ZAWiW aktiv an der europäischen Donaustrategie und hat in diesem Rahmen das europäische Bildungsnetzwerk Danube Networkers initiiert. Das vom ZAWiW bei der Europäischen Kommission 2010 eingereichte Statement „Lifelong learning programmes for older adults as a societal necessity in the Danube Region“ wurde von über 60 Organisationen aus der Donauregion unterstützt.

### National
Das ZAWiW führt nationale Modellprojekte durch, die auf Nachhaltigkeit angelegt sind:
- „Gemeinsam lernen übers Netz“ (2000–2005): Innerhalb dieses Projekts wurden Lern- und Kooperationsmöglichkeiten älterer Erwachsener über das Internet in unterschiedlichen Kursen und Lerngruppen getestet und evaluiert. Der Verein ViLE, das „Virtuelle und reale Lern- und Kompetenz-Netzwerk älterer Erwachsener e. V.“, ist im Zusammenhang mit dem Modellprojekt entstanden und führt als Online-Community älterer Erwachsener die Ideen von „GemeinsamLernen“ fort. Dabei sind seit 2005 einige neue selbstgesteuerte virtuelle Lernprojekte entstanden.
- Das ZAWiW konzipierte von 2000 bis 2002 mit dem „LernCafe“ das erste Online-Journal für weiterbildungsinteressierte ältere Erwachsene und baute es auf.
- Im Modellprojekt „Senior-Online-Redaktion“ (2003–2006) wurden ältere Erwachsene darin qualifiziert, Redaktionsarbeiten zu lernen und kooperativ über das Internet zusammenzuarbeiten.[1] Die entstandene Redaktionsgruppe übernahm die Erstellung des LernCafe.

### Regional
Das ZAWiW arbeitet auch auf Länderebene, regional und vor Ort. Auch intergenerationelle Ansätze und intergenerationelles Lernen werden dabei verfolgt, zum Beispiel mit den Modellprojekten des Ulmer Lernnetzwerks „KOJALA“ (Kompetenzen von Jung und Alt im Lernaustausch) oder der „u3gu“ (Ulmer Drei-Generationen Universität).
Das dreijährige Modellprojekt KOJALA (2006–2009) unterstützte mit einer internetbasierten Kompetenzbörse den Wissensaustausch von Jung und Alt und etablierte einen lebendigen intergenerationellen Lernaustausch in Lernprojekten, Kursen und Lern-Events, in der Schule, an der Universität sowie an vielen anderen Lernorten. Gemeinsam mit der Stadt Ulm wurde ein Lernnetzwerk etabliert, das seit dem Auslaufen des Modellprojekts vom Bildungsbüro der Stadt Ulm koordiniert wird.
Intergenerationell und interkulturell zugleich sind vom ZAWiW konzipierte Betreuungsprogramme durch ältere Erwachsene für internationale Doktoranden (M4M) bzw. Studenten (ASSIST).

### Abgeschlossene Projekte
- Arbeitskreis Bürgergeld (Fokus insbesondere auf dem Ulmer Modell).[5]  Leitung: Helmut Pelzer